# Stylopauropus dolomiticus
Stylopauropus dolomiticus är en mångfotingart som beskrevs av Imre Loksa 1966. Stylopauropus dolomiticus ingår i släktet skaftfåfotingar, och familjen fåfotingar. Inga underarter finns listade i Catalogue of Life.